# Лисохвост
Лисохво́ст, Лисохво́стник, или Ли́сий хвост, или Алопеку́рус (лат. Alopecúrus) — род многолетних, реже однолетних луговых трав семейства Злаки, или Мятликовые (Poaceae), распространённых в умеренных и холодных областях Северного и Южного полушарий.
Вместе с полевицей, тимофеевкой и мышиным горошком образует травостой на заливных лугах.

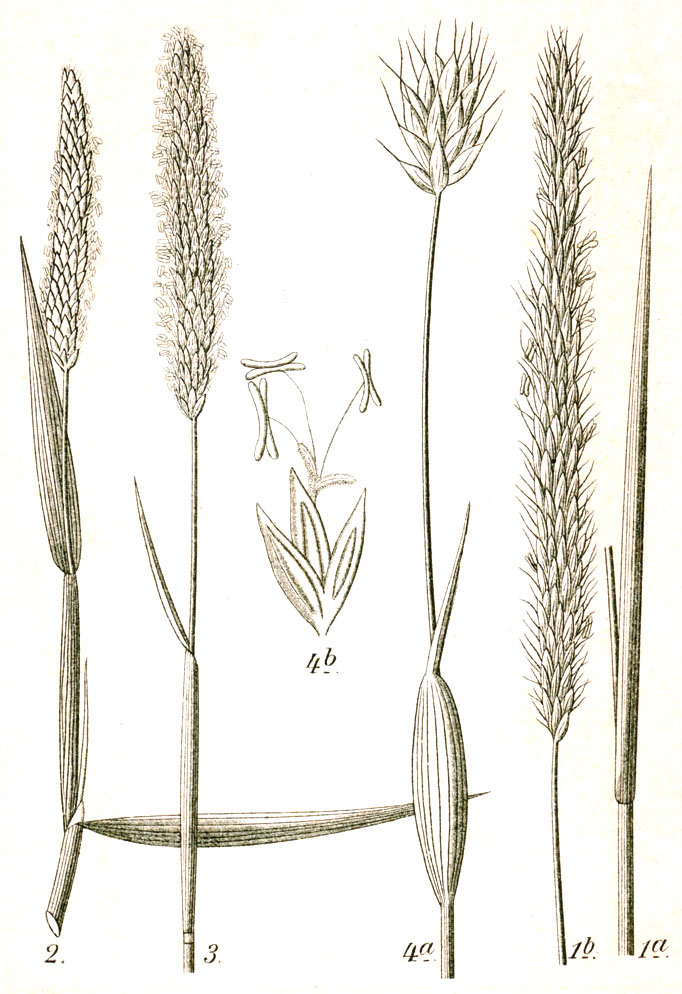

Многие виды известны как продуктивные кормовые растения.
Латинское название роду дано по сходству соцветия с хвостом лисицы и произошло от греч. αλωπέκουρος или греч. αλώπηξ, означающих «лисица», и греч. ουρά — «хвост».
Многие виды из этого рода называют батлачо́к, или батлачик, однако более всего такое название закрепилось за одним видом — Лисохвост луговой (Alopecurus pratensis L.).

## Описание
Длиннокорневищный злак высотой не более метра, образует рыхлые дернины.
Листья сидячие очерёдные простые, линейной ланцетовидной формы с гладким краем.
Соцветие — шелковистый колос со спирально расположенными ветвями. Колоски средней величины, одноцветковые, редко с недоразвитым вторым цветком. Имеющий вид рукава и снабжённый остью кроющий лист обёрнут вокруг цветка. Ладьевидные колосковые чешуи в основании сросшиеся, острые, без остей. Цветковая чешуя одна, со сросшимися внизу краями, с остью, выходящей из её спинки. Цветковые чешуи бывают длиннее цветков. Створки и околоцветник обыкновенно отсутствуют; пестики часто срастаются при основании; рыльце в виде кисточки. Время цветения — июнь — июль.
Плод — зерновка.

## Использование
Ценное пастбищное кормовое растение с высокой скороспелостью. В этом отношении особенно заслуживает внимания луговой батлачик (Alopecurus pratensis), наиранее цветущая весной трава.
В декоративном садоводстве используется для формирования газонов на затенённых участках, есть культурные неприхотливые формы Alopecurus pratensis.

## Таксономия
Род Лисохвост по данным Королевских ботанических садов Кью включает 45 видов. Виды, произрастающие на территории России и сопредельных стран, отмечены звёздочкой.
- Alopecurus aequalis Sobol. (1799) — Лисохвост равный*
- Alopecurus albovii Tzvelev (1971) — Лисохвост Альбова*
- Alopecurus anatolicus Dogan (1988)
- Alopecurus apiatus Ovcz. (1934) — Лисохвост пёстрый*
- Alopecurus arundinaceus Poir. (1808) — Лисохвост тростниковый*
- Alopecurus aucheri Boiss. (1854) — Лисохвост Оше*
- Alopecurus baptarrhenius S.M.Phillips (1986)
- Alopecurus bonariensis Parodi & Thell. (1927)
- Alopecurus borii Tzvelev (1971) — Лисохвост Бора*
- Alopecurus bornmuelleri Domin (1905)
- Alopecurus brachystachyus M.Bieb. (1819) — Лисохвост короткоколосый*
- Alopecurus ×brachystylus Peterm. (1844)*
- Alopecurus bulbosus Gouan (1762)
- Alopecurus carolinianus Walter (1788)
- Alopecurus creticus Trin. (1820)
- Alopecurus dasyanthus Trautv. (1877) — Лисохвост пушистоцветковый*
- Alopecurus davisii Bor (1963)
- Alopecurus geniculatus L. (1753) — Лисохвост коленчатый*
- Alopecurus gerardii (All.) Vill. (1786)
- Alopecurus glacialis K.Koch (1848) — Лисохвост приледниковый*
- Alopecurus ×haussknechtianus Asch. & Graebn. (1899)*
- Alopecurus heleochloides Hack. (1911)
- Alopecurus himalaicus Hook.f. (1896) — Лисохвост гималайский*
- Alopecurus hitchcockii Parodi (1931)
- Alopecurus japonicus Steud. (1854)
- Alopecurus laguroides Balansa (1874)
- Alopecurus lanatus Sm. (1806)
- Alopecurus longiaristatus Maxim. (1859) — Лисохвост длинноостый*
- Alopecurus magellanicus Lam. (1791)*
- Alopecurus ×marssonii Hausskn. (1899)*
- Alopecurus mucronatus Hack. (1903) — Лисохвост остроконечный*
- Alopecurus myosuroides Huds. (1762) — Лисохвост мышехвостниковидный*
- Alopecurus nepalensis Trin. ex Steud. (1854) — Лисохвост непальский*
- Alopecurus ×plettkei Mattf. (1917)
- Alopecurus ponticus K.Koch (1848) — Лисохвост понтийский*
- Alopecurus pratensis L. (1753) typus[1] — Лисохвост луговой*
- Alopecurus rendlei Eig (1937)
- Alopecurus saccatus Vasey (1881)
- Alopecurus setarioides Gren. (1857)
- Alopecurus textilis Boiss. (1854) — Лисохвост волокнистый*
- Alopecurus turczaninovii O.D.Nikif. (1988)
- Alopecurus ×turicensis Brügger (1882)
- Alopecurus utriculatus Sol. (1794)
- Alopecurus vaginatus (Willd.) Kunth (1833) — Лисохвост влагалищный*
- Alopecurus ×winklerianus Asch. & Graebn. (1899)*